# Sebastian Ströbel
Sebastian Ströbel est un acteur allemand, né le 2 février 1977 à Karlsruhe dans le Bade-Wurtemberg en Allemagne de l'Ouest (RFA).

## Biographie
Pour son premier rôle, Sebastian Ströbel apparaît à la télévision allemande, en 1998, dans Rex, chien flic (Kommissar Rex) aux côtés de Tobias Moretti, le fameux commissaire Richard Moser. C'est d'ailleurs la série Powder Park qui le fait connaître, en interprétant le personnage Max Lindner entre 2001 et 2009.
Il tient un rôle pour son premier long-métrage Abgefahren réalisé par Jakob Schäuffelen, en 2004, aux côtés de Felicitas Woll.
Grâce au court-métrage Appassionata, il récolte un double prix partagé avec son réalisateur Mirko Echghi-Ghamsari, le producteur Boris Grönemeyer et l'acteur Marcel Miller au festival Long Island International Film Expo en 2008 et au Festival international de la musique et du film de Chicago en 2009.

## Filmographie

### Séries télévisées
- 1998 : Rex, chien flic (Kommissar Rex) : Thomas Friedmann (saison 4, épisode 2 : La Mort d'un élève (Tod eines Schülers))
- 1998 : Die Neue - Eine Frau mit Kaliber : Bert Faistauer (saison 1, épisode 2 : Gefährliche Spiele)
- 1999 : Médicopter 117 (Medicopter 117 - Jedes Leben zählt) : Markus Bostel (saison 2, épisode 6 : Erreur humaine (Die falsche Maßnahme))
- 2001-2009 : Powder Park : Max Lindner (23 épisodes)
- 2002 : Alerte Cobra (Alarm für Cobra 11 - Die Autobahnpolizei) : Daniel Merseburger (saison 12, épisode 8 : Le Prix de la vie (Die Clique)
- 2003 : En quête de preuves (Im Namen des Gesetzes) : Patrick (saison 8, épisode 5 : Le Pavé de la discorde (Grabsteine))
- 2004 : Familie Dr. Kleist : Michael Hertel (saison 1, épisode 3 : Der Traum vom Fliegen)
- 2004 : In aller Freundschaft : Torsten Schlemmer (saison 7, épisode 14 : Anna und der Wolf)
- 2005 : Jetzt erst recht! : Jan Hansen (saison 1, épisode 7 : Zu schön, um wahr zu sein)
- 2006 : Police 110 (Polizeiruf 110) : Ronny (saison 35, épisode 3 : Schneewittchen)
- 2006 : Pauvres Millionnaires (Arme Millionäre) : Luca (7 épisodes)
- 2007 : Verrückt nach Clara : Patrick (2 épisodes)
- 2007 : SOKO Wismar : Arne Holt (saison 4, épisode 1 : Kochen, flirten, morden)
- 2008 : Notruf Hafenkante : Marco Ströve (saison 2, épisode 18 : Filmriss)
- 2008 : En quête de preuves (Im Namen des Gesetzes) : Mark Harms (saison 11, épisode 15 : ? (Der Tote am See))
- 2008 : Un cas pour deux (Ein Fall für zwei) : Tobias (saison 28, épisode 7 : Fausse Piste (Falsche Fährte))
- 2009 : Der Dicke : Michael Strietz (saison 3, épisode 3 : Voll ins Herz)
- 2010 : Deadline, chaque seconde compte (Deadline – Jede Sekunde zählt) : Ole Hartwig (saison 1, épisode 12 : Histoire d'y croire (Wer einmal lügt)
- 2010-2012 : Countdown (Kriminalhauptkommissar Jan Brenner) : Jan Brenner (24 épisodes)
- 2013 : Alerte Cobra (Alarm für Cobra 11 - Die Autobahnpolizei) : Jan Behler (saison 33, épisode 7 : Amis pour la vie (Freunde fürs Leben)
- 2014 : Soko brigade des stups (Soko 5113) : Kai Ruge (saison 40, épisode 11 : ? (Ein perfektes Leben)
- 2014-2015 : Die Bergretter : Markus Kofler (7 épisodes)

### Téléfilms
- 2000 : Au-delà des apparences (Die Hässliche) de Petra Käthe Niemeyer : Kai Neumann
- 2000 : Die Nacht der Engel de Michael Rowitz : Robo
- 2002 : Geht nicht gibt's nicht de René Heisig : Mike
- 2005 : Siehst du mich? de Kathrin Feistl : Falk
- 2006 : Geile Zeiten d'Annette Ernst : Martin Fischer
- 2007 : Tout feu, tout flamme (Wenn Liebe doch so einfach wär’) de Kathrin Feistl : Moritz Berger
- 2008 : Lune de miel en enfer (Fleisch) d'Oliver Schmitz : Frank Engelmann
- 2008 : Vengeance d'outre-tombe (Gonger - Das Böse vergisst nie) d'Christian Theede : Philipp Hansen
- 2009 : L'Amour tombé du toit (Ich steig' Dir aufs Dach, Liebling) de Kathrin Feistl : Lukas Lehmberg
- 2009 : L'art d'aimer (Joanna Trollope: In Boston liebt man doppelt) d'Andi Niessner : Adam Carter
- 2009 : Mon génie bien-aimé (Mein Flaschengeist und ich d'Andreas Senn : Alex Schlickenbach
- 2010 : Gonger 2, le maudit (Gonger 2 - Das Böse kehrt zurück) de Philipp Osthus : Philipp Hansen
- 2010 : Sant'Agostino de Christian Duguay : Centurio Fabius Domicius
- 2010 : Éloge de l'innocence (Uns trennt das Leben) d'Alexander Dierbach : Tim
- 2011 : Pour quelques kilos de trop (Plötzlich fett!) de Holger Haase : Nick Feltus
- 2011 : Isenhart et les Âmes perdues (Isenhart - Die Jagd nach dem Seelenfänger) de Hansjörg Thurn : Henning von der Braake
- 2012 : Un mâle, des mots (Mann kann, Frau erst recht) de Florian Gärtner : Frank
- 2012 : Le Test de paternité (Nein, Aus, Pfui! Ein Baby an der Leine) de Kai Meyer-Ricks : Jan
- 2013 : Achtung Polizei! de Rolf Silber : Joachim Kersten
- 2013 : Collider (Helden - Wenn Dein Land Dich braucht) de Hansjörg Thurn : Sascha Galitzki
- 2014 : Entre ici et le paradis (Cecelia Ahern: Zwischen Himmel und hier) (Helden - Wenn Dein Land Dich braucht) de Michael Karen : Bobby
- 2014 :  Cecelia Ahern: Mein ganzes halbes Leben de Michael Karen : Bobby
- 2014 :  Die Hochzeit meiner Schwester de Marco Serafini : Walter
- 2015 :  Dans la peau de mon fiancé (Verliebt, verlobt, vertauscht) de Josh Broecker : Sven
- 2015 :  Hans im Glück de Christian Theede : Junker
- 2016 :  München Mord - Kein Mensch, kein Problem d'Alexander Dierbach : Andreas Geissler

### Films
- 2004 : Abgefahren de Jakob Schäuffelen : Cosmo
- 2004 : Girls and Sex 2 (Mädchen Mädchen 2) de Peter Gersina : Sebastian
- 2005 : Polly Blue Eyes de Tomy Wigand : Stefan
- 2007 : Wortbrot d'Estelle Klawitter : Sven
- 2012 : Unter Frauen de Hansjörg Thurn : Alexander Hagen
- 2012 : Hors-jeu (Abseitsfalle) de Stefan Hering : Mike Sobotka

### Courts-métrages
- 2002 : Snipers Alley de Rudolf Schweiger : Tom
- 2002 : Brudertag d'Alexander Dierbach
- 2004 : Leise Krieger d'Alexander Dierbach : Lukas
- 2005 : Rosalie und Bruno de Katharina Nobis
- 2008 : Appassionata de Mirko Echghi-Ghamsari : Anton
- 2009 : Contra de Ben Bernschneider : Ritter

## Distinctions

### Récompenses
- Long Island International Film Expo 2008 : Meilleur film Appassionata, partagé avec Marcel Miller et Mirko Echghi-Ghamsari
- Festival international de la musique et du film de Chicago 2009 : Meilleur court-métrage  Appassionata, partagé avec Marcel Miller, Mirko Echghi-Ghamsari et Boris Grönemeyer